# Cosimas Lexikon
Cosimas Lexikon ist eine Filmkomödie des Regisseurs und Drehbuchautors Peter Kahane aus dem Jahr 1992. In der Hauptrolle verkörpert Iris Berben die Autorin Cosima.

## Handlung
Cosima bekommt die Öffnung der innerdeutschen Grenze nur am Rande mit. In einem vom Verfall bedrohten Ostberliner Wohnblock haust sie weiterhin, da sie dort in Ruhe ihre Geschichten schreiben kann. Es ist kein wahrer Luxus, das ist ihr klar, aber zum Schreiben benötigt sie den auch nicht.
Ihr Leben erfährt jedoch eine Wendung, als das Gebäude, in dem sie wohnt, saniert werden soll. Der Eigentümer des Gebäudes, Klaus Borgmann, interessiert sich nicht für kapitalistische Ideen und lebt sein Leben weiter auf der Straße, wo er solche kapitalistischen Gedankengänge wie kaufen oder verkaufen einfach ausblendet. Entsprechend kann und will er Cosima diesbezüglich nicht helfen. Im weiteren Verlauf der Handlung nimmt Cosima direkten Kontakt zu dem Eigentümer Klaus auf, nimmt ihn unter ihre Fittiche und bringt ihm bei, wie man sich als anständiger Hauseigentümer zu präsentieren hat.

## Produktionsnotizen
Der Film hatte am 9. April 1992 in Deutschland seine Premiere im deutschen Fernsehen.

## Kritik
„Eine inszenatorisch mangelhafte Komödie, in der die Dialoge zu Sprechblasen verkommen: Was den Film letztlich rettet, sind seine Fabulierfreude sowie seine Sympathie für die (Film-)Personen.“